# Katsuhiro Otomo
Otomo Katsuhiro (大友克洋) (14 de abril de 1954) é um autor de mangá e diretor de anime. Otomo é conhecido por ter criado o mangá Akira (1982-1990) e sua adaptação de anime que são extremamente famosas e influentes. Otomo também dirige filmes live-action, como a adaptação do mangá Mushishi (2006).
Em 2005 ele foi condecorado como cavaleiro da Ordem das Artes e das Letras da França, e promovido a oficial da ordem em 2014, e se tornou o quarto mangaká introduzido no Eisner Award Hall of Fame em 2012, e foi premiado com a Medalha de Honra do governo japonês em 2013. Otomo mais tarde recebeu o prêmio Winsor McCay no 41.º Annie Awards em 2014. Em, 29 de janeiro de 2015, Otomo foi nomeado vencedor do Grand Prix do Festival de Quadrinhos de Angoulême na França, tornando-se o primeiro mangaká a vencer a premiação.

## Biografia
Otomo Katsuhiro nasceu na cidade próxima de Hasama, na província de Miyagi. Como um adolescente cresceu dentre o turbulento anos sessenta, ele era rodeado pelas demonstrações de estudantes e trabalhadores contra o governo japonês. Este período de mudança é o que fez o Japão ser o que é - um Japão que é um contraste afiado à era de ocupação que aconteceu depois da Segunda Guerra Mundial. As revoltas, demonstrações, condições caóticas globais deste tempo serviriam como inspiração para seu trabalho mais conhecido, Akira. Alguns discutiriam que este trabalho seminal é uma alegoria ao Japão dos anos sessenta, o ano 2019 poderia ser facilmente substituído por 1969.
A animação deste período (especialmente os trabalhos que saem de Tokyo animation studios Mushi Production e Toei Doga) influenciaram o jovem Otomo. Trabalhos como Gigantor, Astro Boy e Hols: Prince of the Sun ajudariam Otomo para uma carreira em animação. Porém, os filmes que saiam da América, Five Easy Pieces e Easy Rider serviriam como inspiração para Shotaro Kaneda e as gangues em Akira.
Em janeiro de 2015, Otomo Katsuhiro venceu o Grande Prêmio do Festival de BD de Angoulême.

### Contos
- 1979: Short Piece (ショート・ピース)
- 1979: Highway Star (ハイウェイ・スター)
- 1981: Good Weather (グッド・ウエザー)
- 1981: Hansel and Gretel
- 1982: Boogie Woogie Waltz

## Filmografia
- 1983: Jiyū o Warera ni (じゆうを我等に)
- 1987: Labyrinth Tales (Manie-Manie 迷宮物語)
  - "The Order to Cease Construction" (工事中止命令)
- 1987: Lab (ラブ)
- 1987: Robot Carnival (ロボット・カーニバル)
  - "Coming Soon"
  - "See You Again"
- 1988: Akira (アキラ)
- 1991: World Apartment Horror (ワールド・アパートメント・ホラー)
- 1991: Roujin Z (老人Z)
- 1996: Memories
  - "Cannon Fodder"
- 1998: Spriggan
- 2001: Metropolis (メトロポリス)
- 2004: Steamboy (スチームボーイ)
- 2006: Mushishi